# Secretele din Sulphur Springs
Secretele din Sulphur Springs (engleză Secrets of Sulphur Springs) este un serial de televiziune american  creat de Tracey Thomson. Serialul este produs de Tracey Thomson, Charles Pratt Jr. și R. Lee Fleming, Jr.
Premiera serialului a avut loc pe 15 ianuarie 2021 pe Disney Channel, iar în România începând cu data de 8 mai 2021.
În ianuarie 2024, serialul a fost anulat după trei sezoane.

## Poveste
Serialui prezintă povestea lui Griffin Campbell, în vârstă de 12 ani, a cărui familie a decis să se mute din Chicago într-un nou oraș și să preia un hotel abandonat cu scopul de a-l transforma într-o destinație de vacanță plină de viață așa cum fusese în urmă cu mult timp.
După ce Griffin începe școală în noul oraș, află despre zvonul conform căruia hotelul ar fi bântuit de fantoma unei fete, Savanah, care a dispărut în urmă cu zeci de ani. Pe parcurs, Griffin se împrietenește cu Harper, o colegă de clasa pasionat de mistere.
Împreună, descoperă un portal secret ascuns sub hotel care le permite să călătorească înapoi în timp și află că rezolvarea misterului depinde chiar de familia lui Griffin.
Împreună o întâlnesc pe Shavanah chiar cu trei zile înainte de dispariția ei și pe străstrăbunica lui harper, care a fost fata primului deținător al hotelului Tremond înainte de a fi transformat într-un hotel.

## Personaje
| Personaje                  | Actori               | Descriere                                                                                                   |
| -------------------------- | -------------------- | --- |
| Griffin Campbell           | Preston Oliver       | Un băiat de 12 ani, a cărui familie se mută din Chicago în Tremont Hotel care se presupune că este bântuit. |
| Harper Marie Dunn          | Kyliegh Curran       | Noua prietenă al lui Griffin, care este încântată să afle dacă zvonurile despre Savannah sunt adevărate.    |
| Savannah Dillon            | Elle Graham          | Fata care a dispărut în urmă cu 30 de ani. iar Griffin va trebui să afle ce a pățit.                        |
| Zoey Campbell              | Madeleine McGraw     | Sora lui Griffin.                                                                                           |
| Wyatt Campbell             | Landon Gordon        | Fratele mai mic al lui Griffin și fratele geamăn al lui Zoey.                                               |
| Sarah Campbell             | Kelly Frye           | Mama lui Griffin, Zoey și Wyatt.                                                                            |
| Bennett "Ben" Campbell Jr. | Josh Braaten         | Tatăl lui Griffin care ascunde un secret familiei sale.                                                     |
| Bennett "Ben" Campbell Jr. | Jake Melrose (tânăr) | Tatăl lui Griffin care ascunde un secret familiei sale.                                                     |

## Transmisiuni internaționale
| Țara                       | Canal                   | Sezon 1          |
| -------------------------- | ----------------------- | ---------------- |
| Statele Unite ale Americii | Disney Channel Disney + | 15 ianuarie 2021 |
| Franța                     | Disney Channel Disney + | 23 aprilie 2021  |
| Polonia                    | Disney Channel          | 24 aprilie 2021  |
| Regatul Unit               | Disney Channel          | 30 aprilie 2021  |
| Irlanda                    | Disney Channel          | 30 aprilie 2021  |
| Spania                     | Disney Channel          | 1 mai 2021       |
| Portugalia                 | Disney Channel          | 1 mai 2021       |
| Cehia                      | Disney Channel          | 8 mai 2021       |
| Ungaria                    | Disney Channel          | 8 mai 2021       |
| România                    | Disney Channel          | 8 mai 2021       |